# Canton de Givry
Le canton de Givry est une circonscription électorale française située dans le département de Saône-et-Loire et la région Bourgogne-Franche-Comté.

## Géographie
Ce canton est organisé autour de Givry dans l'arrondissement de Chalon-sur-Saône. 

## Histoire
Par décret du 18 février 2014, le nombre de cantons du département est divisé par deux, avec mise en application aux élections départementales de mars 2015. Le canton de Givry est conservé et s'agrandit, récupérant les 27 communes de l'ancien canton de Buxy, mais perdant Charrecey, Morey et Saint-Bérain-sur-Dheune qui intègrent le canton de Chagny. Il passe ainsi de 17 à 41 communes.

## Représentation

### Conseillers d'arrondissement (de 1833 à 1940)
| Période                                  | Période | Identité                                         | Étiquette           | Qualité |
| ---------------------------------------- | ------- | ------------------------------------------------ | ------------------- | --- |
| 1833                                     | 1839    | M. Delacroix                                     |                     | Juge de paix à Givry                                                                                        |
| 1839                                     | 1848    | André Chambosse                                  |                     | Banquier, propriétaire à Chalon-sur-Saône                                                                   |
| 1848                                     | 1855    | François Xavier Daumas (1798-1872)               |                     | Médecin, maire de Givry                                                                                     |
| 1855                                     | 1870    | Jules Frédéric de Cardon de Sandrans (1833-1871) | Candidat recommandé | Ancien officier, propriétaire, maire de Dracy-le-Fort                                                       |
| 1870                                     | 1871    | Jean-Baptiste Leschenault du Villard             |                     | Propriétaire au Villard, Mellecey                                                                           |
| 1871                                     | 1880    | Guillaume Greuzard (1816-1893)                   | Républicain         | Propriétaire, boulanger, maire de Saint-Désert                                                              |
| 1880                                     | 1919    | Jean-Baptiste Limonnier                          | Républicain radical | Propriétaire, maire de Givry, suppléant du juge de paix                                                     |
| 1919                                     | 1928    | Arthur Mangematin                                |                     | Maire de Givry                                                                                              |
| 1928                                     | 1940    | François Bacherot                                | Républicain         | Maire de Dracy-le-Fort                                                                                      |
| 1940                                     |         |                                                  |                     | Les conseils d'arrondissement ont été suspendus par la loi du 12 octobre 1940 et n'ont jamais été réactivés |
| Les données manquantes sont à compléter. |         |                                                  |                     | |

### Conseillers généraux de 1833 à 2015
| Période         | Période      | Identité                           | Étiquette       | Qualité                                                                     |
| --------------- | ------------ | ---------------------------------- | --------------- | --------------------------------------------------------------------------- |
| 1833            | 1837         | Olivier Antoine Parize (1796-1869) |                 | Notaire royal à Jambles, chef de bataillon de la Garde Nationale            |
| 1837            | 1842         | Jean Antoine Salomon               |                 | Propriétaire, maire de Dracy-le-Fort (1830-1848)                            |
| 1842            | 1848         | Baron Vivant-Jean Brunet-Denon     | Bonapartiste    | Général, député (1842-1846, 1852-1863), banquier, propriétaire à Givry      |
| 1848            | 1852         | André Chambosse (1792-1853)        | Républicain     | Banquier et propriétaire à Chalon, conseiller d'arrondissement              |
| 1852            | 1866 (décès) | Baron Vivant-Jean Brunet-Denon     | Bonapartiste    | Général, député (1842-1846, 1852-1863), propriétaire à Givry                |
| 1866            | 1871         | Emile Petiot                       |                 | Propriétaire-agriculteur à Touches                                          |
| 1871            | 1880         | Louis Goujon                       | Républicain     | Propriétaire, maire de Touches                                              |
| 1880            | 1894 (décès) | Guillaume Greuzard                 | Républicain     | Propriétaire, boulanger, maire de Saint-Désert, conseiller d'arrondissement |
| 1894            | 1925         | Sébastien Mathieu                  | Rad. puis RG    | Propriétaire, maire de Saint-Désert                                         |
| 1925            | 1940         | Marcel Benoiton (1885-1960)        | SFIO            | Propriétaire-viticulteur à Mellecey                                         |
|                 |              |                                    |                 |                                                                             |
| 1942            | 1945         | François Bulle                     |                 | Maire de Givry Nommé conseiller départemental en 1942                       |
|                 |              |                                    |                 |                                                                             |
| 1945            | 1959 (décès) | François Bulle                     | DVD-RPF puis RI | Propriétaire - Maire de Givry                                               |
| 17 janvier 1960 | 1973         | Jean-Baptiste Farizy (1908-1979)   | DVD             | Cultivateur Maire de Givry de 1959 à 1979                                   |
| 1973            | 1982 (décès) | Émile Voarick                      | UDF             | Viticulteur Maire de Saint-Martin-sous-Montaigu de 1959 à 1982              |
| 1982            | 1998         | Maurice Juillot                    | UDF             | Viticulteur Maire de Mercurey de 1977 à 1995                                |
| 1998            | 2015         | Pierre Voarick                     | DVD puis UMP    | Viticulteur Maire de Saint-Martin-sous-Montaigu de 1988 à 2015              |

### Conseillers départementaux à partir de 2015
| Période élective | Période élective | Mandat | Mandat   | Identité                 | Nuance | Nuance | Qualité |
| ---------------- | ---------------- | ------ | -------- | ------------------------ | ------ | ------ | --- |
| 2015             | 2021             | 2015   | 2021     | Sébastien Martin         |        | LR     | Consultant. Président du Grand Chalon, conseiller municipal de Chalon-sur-Saône. 1er vice-président chargé de l’aménagement et de l’aide aux territoires, des infrastructures et des routes. |
| 2015             | 2021             | 2015   | 2021     | Mme Dominique Lanoiselet |        | LR     | Infirmière libérale. Maire de Buxy (depuis 2008). Conseillère générale du canton de Buxy (2008-2015). Membre de la commission éducation, numérique, jeunes, sports, culture et patrimoine.   |
| 2021             | 2028             | 2021   | en cours | Dominique Lanoiselet     |        | LR     | Conseillère sortante |
| 2021             | 2028             | 2021   | en cours | Sébastien Martin         |        | LR     | Conseiller sortant, 1er Vice-Président du conseil départemental |

### Résultats détaillés

#### Élections de mars 2015
À l'issue du 1er tour des élections départementales de 2015, deux binômes sont en ballotage : Dominique Lanoiselet et Sébastien Martin (Union de la Droite, 45,74 %) et Jean-Michel Gallioz et Céline Ripoteau (FN, 21,23 %). Le taux de participation est de 55,59 % (9 075 votants sur 16 324 inscrits) contre 50,75 % au niveau départemental et 50,17 % au niveau national.
Au second tour, Dominique Lanoiselet et Sébastien Martin (Union de la Droite) sont élus avec 75,95 % des suffrages exprimés et un taux de participation de 52,89 % (5 641 voix pour 8 634 votants et 16 323 inscrits).

#### Élections de juin 2021
Le premier tour des élections départementales de 2021 est marqué par un très faible taux de participation (33,26 % au niveau national). Dans le canton de Givry, ce taux de participation est de 38,44 % (6 321 votants sur 16 445 inscrits) contre 32,7 % au niveau départemental. À l'issue de ce premier tour,  le binôme constitué de Dominique Lanoiselet et Sébastien Martin (DVD , 81,69 %), est élu avec 81,69 % des suffrages exprimés.

## Composition

### Composition avant 2015
Le canton de Givry regroupait 17 communes.
| Nom                        | Code Insee | Codepostal | Superficie (km2) | Population (dernière pop. légale) | Densité (hab./km2) |
| -------------------------- | ---------- | ---------- | ---------------- | --------------------------------- | ------------------ |
| Givry (chef-lieu)          | 71221      | 71640      | 26,03            | 3 664 (2012)                      | 141                |
| Barizey                    | 71019      | 71640      | 5,58             | 132 (2012)                        | 24                 |
| Charrecey                  | 71107      | 71510      | 5,48             | 303 (2012)                        | 55                 |
| Châtel-Moron               | 71115      | 71510      | 6,54             | 88 (2012)                         | 13                 |
| Dracy-le-Fort              | 71182      | 71640      | 6,36             | 1 307 (2012)                      | 206                |
| Granges                    | 71225      | 71390      | 10,83            | 523 (2012)                        | 48                 |
| Jambles                    | 71241      | 71640      | 8,25             | 493 (2012)                        | 60                 |
| Mellecey                   | 71292      | 71640      | 14,23            | 1 255 (2012)                      | 88                 |
| Mercurey                   | 71294      | 71640      | 15,44            | 1 255 (2012)                      | 81                 |
| Morey                      | 71321      | 71510      | 13,32            | 213 (2012)                        | 16                 |
| Rosey                      | 71374      | 71390      | 4,24             | 165 (2012)                        | 39                 |
| Saint-Bérain-sur-Dheune    | 71391      | 71510      | 12,67            | 567 (2012)                        | 45                 |
| Saint-Denis-de-Vaux        | 71403      | 71640      | 3,71             | 285 (2012)                        | 77                 |
| Saint-Désert               | 71404      | 71390      | 4,99             | 920 (2012)                        | 184                |
| Saint-Jean-de-Vaux         | 71430      | 71640      | 2,26             | 410 (2012)                        | 181                |
| Saint-Mard-de-Vaux         | 71447      | 71640      | 6,63             | 280 (2012)                        | 42                 |
| Saint-Martin-sous-Montaigu | 71459      | 71640      | 3,65             | 356 (2012)                        | 98                 |

### Composition depuis 2015
Le canton de Givry comprend désormais 41 communes entières.
| Nom                           | Code Insee | Intercommunalité        | Superficie (km2) | Population (dernière pop. légale) | Densité (hab./km2) | Modifier                                    |
| ----------------------------- | ---------- | ----------------------- | ---------------- | --------------------------------- | ------------------ | ------------------------------------------- |
| Givry (bureau centralisateur) | 71221      | CA Le Grand Chalon      | 26,03            | 3 623 (2022)                      | 139                | modifier les données · modifier les données |
| Barizey                       | 71019      | CA Le Grand Chalon      | 5,58             | 139 (2022)                        | 25                 | modifier les données · modifier les données |
| Bissey-sous-Cruchaud          | 71034      | CC Sud Côte Chalonnaise | 11,22            | 333 (2022)                        | 30                 | modifier les données · modifier les données |
| Bissy-sur-Fley                | 71037      | CC Sud Côte Chalonnaise | 4,80             | 82 (2022)                         | 17                 | modifier les données · modifier les données |
| Buxy                          | 71070      | CC Sud Côte Chalonnaise | 11,92            | 2 155 (2022)                      | 181                | modifier les données · modifier les données |
| Cersot                        | 71072      | CC Sud Côte Chalonnaise | 6,02             | 145 (2022)                        | 24                 | modifier les données · modifier les données |
| Châtel-Moron                  | 71115      | CC Sud Côte Chalonnaise | 6,54             | 83 (2022)                         | 13                 | modifier les données · modifier les données |
| Chenôves                      | 71124      | CC Sud Côte Chalonnaise | 10,54            | 208 (2022)                        | 20                 | modifier les données · modifier les données |
| Culles-les-Roches             | 71159      | CC Sud Côte Chalonnaise | 8,90             | 200 (2022)                        | 22                 | modifier les données · modifier les données |
| Dracy-le-Fort                 | 71182      | CA Le Grand Chalon      | 6,36             | 1 471 (2022)                      | 231                | modifier les données · modifier les données |
| Fley                          | 71201      | CC Sud Côte Chalonnaise | 8,52             | 192 (2022)                        | 23                 | modifier les données · modifier les données |
| Germagny                      | 71216      | CC Sud Côte Chalonnaise | 3,47             | 195 (2022)                        | 56                 | modifier les données · modifier les données |
| Granges                       | 71225      | CC Sud Côte Chalonnaise | 10,83            | 572 (2022)                        | 53                 | modifier les données · modifier les données |
| Jambles                       | 71241      | CA Le Grand Chalon      | 8,25             | 475 (2022)                        | 58                 | modifier les données · modifier les données |
| Jully-lès-Buxy                | 71247      | CC Sud Côte Chalonnaise | 16,63            | 351 (2022)                        | 21                 | modifier les données · modifier les données |
| Marcilly-lès-Buxy             | 71277      | CC Sud Côte Chalonnaise | 18,98            | 683 (2022)                        | 36                 | modifier les données · modifier les données |
| Mellecey                      | 71292      | CA Le Grand Chalon      | 14,23            | 1 311 (2022)                      | 92                 | modifier les données · modifier les données |
| Mercurey                      | 71294      | CA Le Grand Chalon      | 15,44            | 1 217 (2022)                      | 79                 | modifier les données · modifier les données |
| Messey-sur-Grosne             | 71296      | CC Sud Côte Chalonnaise | 15,21            | 742 (2022)                        | 49                 | modifier les données · modifier les données |
| Montagny-lès-Buxy             | 71302      | CC Sud Côte Chalonnaise | 5,27             | 203 (2022)                        | 39                 | modifier les données · modifier les données |
| Moroges                       | 71324      | CC Sud Côte Chalonnaise | 8,72             | 595 (2022)                        | 68                 | modifier les données · modifier les données |
| Rosey                         | 71374      | CC Sud Côte Chalonnaise | 4,24             | 160 (2022)                        | 38                 | modifier les données · modifier les données |
| Saint-Boil                    | 71392      | CC Sud Côte Chalonnaise | 11,66            | 492 (2022)                        | 42                 | modifier les données · modifier les données |
| Saint-Denis-de-Vaux           | 71403      | CA Le Grand Chalon      | 3,71             | 275 (2022)                        | 74                 | modifier les données · modifier les données |
| Saint-Désert                  | 71404      | CA Le Grand Chalon      | 4,99             | 898 (2022)                        | 180                | modifier les données · modifier les données |
| Saint-Germain-lès-Buxy        | 71422      | CC Sud Côte Chalonnaise | 13,42            | 263 (2022)                        | 20                 | modifier les données · modifier les données |
| Saint-Jean-de-Vaux            | 71430      | CA Le Grand Chalon      | 2,26             | 389 (2022)                        | 172                | modifier les données · modifier les données |
| Saint-Mard-de-Vaux            | 71447      | CA Le Grand Chalon      | 6,63             | 267 (2022)                        | 40                 | modifier les données · modifier les données |
| Saint-Martin-d'Auxy           | 71449      | CC Sud Côte Chalonnaise | 7,32             | 146 (2022)                        | 20                 | modifier les données · modifier les données |
| Saint-Martin-du-Tartre        | 71455      | CC Sud Côte Chalonnaise | 8,03             | 150 (2022)                        | 19                 | modifier les données · modifier les données |
| Saint-Martin-sous-Montaigu    | 71459      | CA Le Grand Chalon      | 3,65             | 328 (2022)                        | 90                 | modifier les données · modifier les données |
| Saint-Maurice-des-Champs      | 71461      | CC Sud Côte Chalonnaise | 5,83             | 65 (2022)                         | 11                 | modifier les données · modifier les données |
| Saint-Privé                   | 71471      | CC Sud Côte Chalonnaise | 5,21             | 99 (2022)                         | 19                 | modifier les données · modifier les données |
| Saint-Vallerin                | 71485      | CC Sud Côte Chalonnaise | 6,73             | 252 (2022)                        | 37                 | modifier les données · modifier les données |
| Sainte-Hélène                 | 71426      | CC Sud Côte Chalonnaise | 14,27            | 510 (2022)                        | 36                 | modifier les données · modifier les données |
| Santilly                      | 71498      | CC Sud Côte Chalonnaise | 7,22             | 148 (2022)                        | 20                 | modifier les données · modifier les données |
| Sassangy                      | 71501      | CC Sud Côte Chalonnaise | 6,25             | 141 (2022)                        | 23                 | modifier les données · modifier les données |
| Saules                        | 71503      | CC Sud Côte Chalonnaise | 2,06             | 124 (2022)                        | 60                 | modifier les données · modifier les données |
| Savianges                     | 71505      | CC Sud Côte Chalonnaise | 6,56             | 80 (2022)                         | 12                 | modifier les données · modifier les données |
| Sercy                         | 71515      | CC Sud Côte Chalonnaise | 5,80             | 103 (2022)                        | 18                 | modifier les données · modifier les données |
| Villeneuve-en-Montagne        | 71579      | CC Sud Côte Chalonnaise | 15,57            | 174 (2022)                        | 11                 | modifier les données · modifier les données |
| Canton de Givry               | 7117       |                         | 364,87           | 20 039 (2022)                     | 55                 | modifier les données                        |

## Démographie

### Démographie avant 2015
| 1962  | 1968  | 1975  | 1982   | 1990   | 1999   | 2006   | 2011   | 2012   |
| ----- | ----- | ----- | ------ | ------ | ------ | ------ | ------ | ------ |
| 8 415 | 8 169 | 8 655 | 10 110 | 10 830 | 11 232 | 11 987 | 12 239 | 12 216 |

### Démographie depuis 2015
En 2022, le canton comptait 20 039 habitants, en évolution de +1,24 % par rapport à 2016 (Saône-et-Loire : −1,06 %, France hors Mayotte : +2,11 %).
| 2013   | 2018   | 2022   |
| ------ | ------ | ------ |
| 19 917 | 19 987 | 20 039 |